# Paroxyprora
Paroxyprora is een geslacht van rechtvleugeligen uit de familie sabelsprinkhanen (Tettigoniidae). De wetenschappelijke naam van dit geslacht is voor het eerst geldig gepubliceerd in 1907 door Karny.

## Soorten
Het geslacht Paroxyprora  is monotypisch en omvat slechts de volgende soort:
- Paroxyprora tenuicauda (Karny, 1907)